# Camere da letto (film)
Camere da letto è un film corale del 1997 diretto da Simona Izzo.

## Trama
Le vicende affettive di quattro coppie in difficoltà prendono vita nel quartiere di Ostia a Roma. Dario e Maddalena sono una coppia affiatata che deve affrontare difficoltà economiche e ripicche familiari; Sandro un uomo solo e avaro che vive nel ricordo di un amore giovanile. Margherita e Fabrizio, invece, sono una coppia di artisti in crisi coniugale. Sullo sfondo le vicende del giovane nipote di Dario, Lorenzo,  alle prese con il suo primo amore.

## Curiosità
Tra gli interpreti del film figurano Simona Izzo (che ha pure diretto la pellicola), sua sorella Giuppy Izzo, suo marito Ricky Tognazzi, suo figlio Francesco Venditti e la moglie di quest’ultimo (all'epoca) Alexandra La Capria.